# Klas Ingesson
Klas Inge Ingesson (Ödeshög, 20 augustus 1968 – aldaar, 29 oktober 2014) was een Zweeds voetballer en trainer.

## Clubcarrière
Ingesson begon zijn professionele carrière bij IFK Göteborg, waar hij in vijf seizoenen een vaste waarde werd. In 1990 verkaste hij naar KV Mechelen waar hij al snel een van de steunpilaren van het elftal werd. In 1993 werd hij door Aad de Mos naar PSV gehaald. Hier werd hij echter al snel te licht bevonden en na een jaar vertrok hij alweer uit Eindhoven om zijn geluk te beproeven bij Sheffield Wednesday FC. Ook hier groeide hij, in twee seizoenen, niet uit tot een vaste waarde.
Hierna ging hij spelen in de Italiaanse Serie A, waar hij eerst bij AS Bari en vervolgens bij Bologna uitgroeide tot een waardevolle kracht. In 2000 besloot hij de Serie A te verlaten en zijn geluk te beproeven bij Olympique Marseille, waar hij moeilijk aansluiting bij de groep vond. Na een half jaar liet hij zich verhuren aan US Lecce, dat zich dat seizoen ternauwernood wist te handhaven in de Serie A.
Aangezien Ingesson een terugkeer naar Olympique Marseille, waar hij nog een doorlopend contract had, niet zag zitten besloot hij in 2001 een punt te zetten achter zijn actieve carrière. Hierop keerde hij terug naar Zweden.

## Interlandcarrière
Ingesson speelde in zijn carrière 57 interlands voor het Zweedse elftal, waarin hij dertien keer wist te scoren. Hij was actief op het Wereldkampioenschap voetbal 1990, het Europees kampioenschap voetbal 1992 en het Wereldkampioenschap voetbal 1994, waar hij met Zweden de derde plaats behaalde. Hij maakte zijn debuut op 31 mei 1989 in de vriendschappelijke thuiswedstrijd tegen Algerije (2-0) in Örebro. Hij viel in dat duel na 26 minuten in voor Robert Prytz, en nam tijdens zijn debuut beide Zweedse treffers voor zijn rekening.
| Interlanddoelpunten | Interlanddoelpunten | Interlanddoelpunten | Interlanddoelpunten    | Interlanddoelpunten | Interlanddoelpunten | Interlanddoelpunten | Interlanddoelpunten |
| #                   | Datum               | Locatie             | Wedstrijd              | Goal(s)             | Score               | Uitslag             | Wedstrijd           |
| ------------------- | ------------------- | ------------------- | ---------------------- | ------------------- | ------------------- | ------------------- | ------------------- |
| 1                   | 31/05/1989          | Örebro              | Zweden – Algerije      | 33'                 | 1 – 0               | 2 – 0               | Oefeninterland      |
| 2                   | 31/05/1989          | Örebro              | Zweden – Algerije      | 74'                 | 2 – 0               | 2 – 0               | Oefeninterland      |
| 3                   | 08/10/1989          | Stockholm           | Zweden – Albanië       | 55'                 | 2 – 1               | 3 – 1               | WK-kwalificatie     |
| 4                   | 17/02/1990          | Dubai               | V.A.E. – Zweden        | 84'                 | 0 – 2               | 0 – 2               | Oefeninterland      |
| 5                   | 25/04/1990          | Stockholm           | Zweden – Wales         | 54'                 | 3 – 1               | 4 – 2               | Oefeninterland      |
| 6                   | 25/04/1990          | Stockholm           | Zweden – Wales         | 74'                 | 4 – 2               | 4 – 2               | Oefeninterland      |
| 7                   | 07/05/1992          | Stockholm           | Zweden – Polen         | 43'                 | 3 – 0               | 5 – 0               | Oefeninterland      |
| 8                   | 09/09/1992          | Helsinki            | Finland – Zweden       | 77'                 | 0 – 1               | 0 – 1               | WK-kwalificatie     |
| 9                   | 11/11/1992          | Tel Aviv            | Israël – Zweden        | 75'                 | 1 – 3               | 1 – 3               | WK-kwalificatie     |
| 10                  | 05/05/1994          | Stockholm           | Zweden – Nigeria       | 78'                 | 3 – 1               | 3 – 1               | Oefeninterland      |
| 11                  | 12/06/1994          | Newport Beach       | Zweden – Roemenië      | 56'                 | 1 – 0               | 1 – 1               | Oefeninterland      |
| 12                  | 07/09/1994          | Reykjavík           | IJsland – Zweden       | 36'                 | 0 – 1               | 0 – 1               | EK-kwalificatie     |
| 13                  | 24/04/1996          | Belfast             | Noord-Ierland – Zweden | 58'                 | 0 – 2               | 1 – 2               | Oefeninterland      |

## Ziekte en overlijden
Ingesson werd na zijn actieve loopbaan voorzitter van Ödeshögs IK, de club waar hij als jeugdspeler begon. De Zweed maakte op 20 mei 2009 openbaar dat hij aan de ziekte van Kahler leed. In oktober verklaarde hij dat zijn bloed vrij was van kankercellen.
Ingesson stierf op 29 oktober 2014 op 46-jarige leeftijd aan de gevolgen van zijn ziekte.